# Кирило-Білозерський монастир
Кирило-Білозерський монастир — чоловічий православний монастир Російської церкви; розташований на півночі  Росії, на березі Сіверського озера, в межах сучасного міста Кирилов  Вологодської області.

## Історія
Кирило-Білозерський монастир був заснований в 1397 році двома ченцями Московського Симонова монастиря Кирилом і  Ферапонтом. Засновник монастиря,  преподобний  Кирило, прозваний Білозерським, походив із знатного московського  боярського роду Вельяминових. Будучи архімандритом московського  Симонова монастиря, він відмовився від відносно легкого життя в  Москві, і у віці 60 років відбув на північ, де заснував нову обитель. Білозерське князівство, що виділилося в XIII столітті зі складу Ростовських земель вже втратило свою незалежність і потрапила під владу  Москви. Духовний вплив преподобного Кирила і заснованої ним обителі простягался далеко за межами Білозерського краю. Безпосередньо самим Кирилом були пострижені в чернецтво Саватій — засновник знаменитого  Соловецького монастиря на  Білому морі і Мартініан — організатор  Ферапонтова монастиря, який керував Ферапонтовим монастирем після відкликання преподобного Ферапонта князем Андрієм Можайським для організації іншого монастиря. У монастирі Кирило встановив дуже суворі правила, яким повинні були беззаперечно підкорятися всі насельники монастиря, а всіх незадоволених негайно виганяли. Кирило налагодив життя і роботу монастиря таким чином, що навіть після його смерті в 1427 році (він помер у віці 90 років), монастир продовжував багатіти і зміцнювати свій вплив. До середини XV століття Кирило-Білозерський монастир стає великим феодальним і культурним центром. При ігумені Трифоні (1435–1447) у монастирі починається велике будівництво.
Першою кам'яною спорудою монастиря був  Успенський собор. У XVI столітті поряд з ним з'явився Малий Іванівський монастир.
Московські князі надавали монастирю пільги, земельні та грошові пожертвування а також монастирю були подаровані соляні промисли і рибна ловля. Монастир же залишався вірним союзником найстарішої лінії роду московських князів у боротьбі за Московський престол, що розгорнулася в середині XV століття між  Дмитром Шемяка, князь Галицький і онук засновника Москви, який захопив владу і повалив законного правителя —  Василя II. Зайнявши престол, Шемяка змусив  Василя II цілувати хрест і дати клятву, що той не буде більше боротися за Московський престол.  Василь II відправився в 1447 році в Кирилов монастир на прощу, де з нього зняли оце «хресне цілування» і побажали успіхів у справі повернення на престол. Василь повернувся до Москви і повернув собі престол. Будучи  великим князем  Василь перейнявся великою любов'ю і повагою до Кирило-Білозерському монастирю, що сприяло його подальшому зростанню.

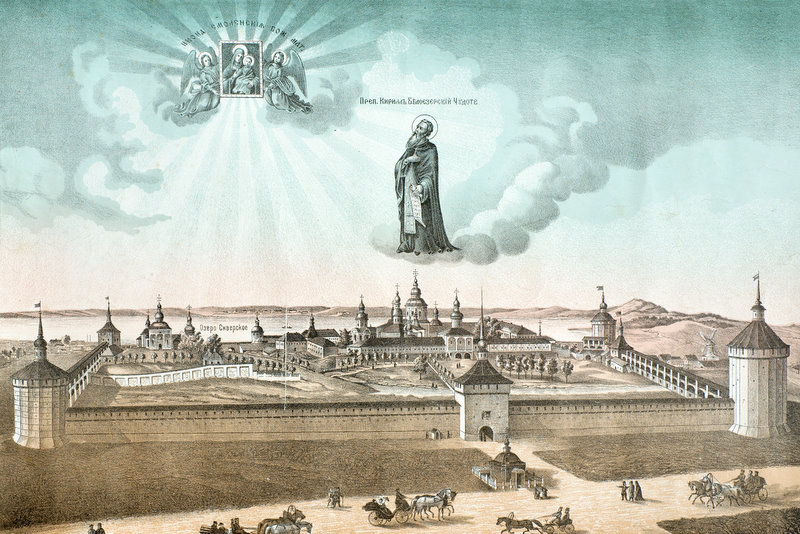
Вид Кирило-Білозерського монастиря в пам'ять п'ятисотліття його заснування. 1897рік. У центральній частині аркуша — монастирський ансамбль на березі Сіверського озера, угорі — образ преподобного Кирила Білозерського з іконою Богородиці Одигітрії.

У 1528 році великий князь Василь III їздив у Кирилівський монастир з княгинею  Оленою Глинської молитися про дарування спадкоємця.  Іван Грозний протягом всього свого життя відчував до Кирилова монастиря особливу пристрасть, вважаючи себе зобов'язаним йому своїм народженням. Загальна сума пожертвувань монастирю  Іваном IV грандіозна — 28 000 рублів. Тричі побувавши в монастирі (в 1545, 1553, 1569 роках),  Іван Грозний висловив побажання взяти тут постриг, що і здійснив перед смертю. У 1600 році була побудована перша фортечна кам'яна огорожа з 8 вежами. Усередині стін стояло 9 кам'яних церков, дзвіниця. Келії та інші господарські споруди були дерев'яними. У період  Смутного Часу на початку XVII століття, Кирило-Білозерський монастир виявився однією з небагатьох фортець на північному сході Русі, здатних чинити опір польсько-литовським інтервентам (у 1612 році монастир піддався атаці польсько-литовських військ).
У 1648 році, на прохання царя  Олексія Михайловича, в монастирі вкривають від московського повстання його вихователя боярина Бориса Морозова. За надану послугу цар відпускає монастирю величезну суму на зведення нових стін — 45.000 рублів. З 1654 по 1680 рік монастир обростає ще одним оборонним півкільцем — стінами Нового Міста. Стіни товщиною до 7 метрів, башти діаметром 20 метрів та висотою близько 40, плюс модернізація старих укріплень з урахуванням розвитку артилерії. Це зробило монастир однією з найбільших і могутніх фортець в Росії, а також створило передумови для подальшого використання цих споруд як в'язниці.
У 1722 році в монастир приїжджав  Петро I. Монастир на той час був власником 21 тисячі селян з 16 повітів. У 1764 році указом  Катерини II у монастиря були відібрані були всі вотчини, монастир став бідніти. У 1776 році з монастирської слободи утворено місто Кирилов. До 1917 року в монастирі залишалося лише 7 ченців і 10 послушників. У квітні 1918 року в Кирилівському повіті почалася націоналізація церковного майна. Спроби архімандрита Варсонофія вберегти монастир від розграбування і різкі висловлювання з приводу декрету про відділення церкви від держави послужили приводом для його арешту. 15 вересня 1918 архімандрит Варсонофій був розстріляний під м. Кириловим. Кирило-Білозерський монастир після розстрілу архімандрита Варсонофія продовжував життя ще протягом 5 років. Монастир був узятий під державну охорону в 1919 році. У 1924 році монастир був закритий, а на його території розміщено Кирилівський краєзнавчий музей. У 1957 році почалася комплексна реставрація Кирило-Білозерського монастиря. В 1968 році Кирилівський історико-краєзнавчий музей був оголошений  Кирило-Білозерським історико-архітектурним і художнім музеєм-заповідником.

### Бібліотека монастиря
Бібліотека в XVIII столітті розташовувалася в приміщеннях дзвіниці.
Бібліотека Кирило-Білозерського монастиря відома як одна з найбагатших монастирських бібліотек на Русі. Початок їй поклав засновник монастиря преподобний Кирило Білозерський. Вже наприкінці XV століття тут був складений один з перших книжкових каталогів, що включав 212 назв, в числі яких знамениті «Задонщина» (у Кирило-Білозерському монастирі зберігався найдавніший список з відомих) і  «Повість про Олександра Македонського». У 1664 році в бібліотеці налічувалося вже 1916 книг. Рідкісні видання та рукописи почали вивозити з Кирилова вже в XVII столітті. За описом 1841 року в монастирській бібліотеці було 1938 книг, здебільшого рукописних. У 1859 році за клопотанням  петербурзького митрополита Григорія 1355 книг з монастиря були вивезені в бібліотеку  Санкт-Петербурзької духовної академії. За звітами монастирських властей за 1868–1869 роки, в бібліотеці монастиря було 17 рукописних (8 на пергаменті, 9 на папері) і 816 друкованих книг. У наступні роки кількість друкованих книг трохи збільшилася. У 1871–1874 роках рукописних книг значилося стільки ж, а друкованих — 8349. Одночасно з вивозом книг з монастиря його бібліотека, як і колись, поповнювалася новими книгами через купівлю, вклади та дарування. В монастирську бібліотеку переходили книги з власних зібрань архімандритів і ченців після їх смерті. У 1923 році 8 рукописних книг XV століття відправили в  Державний російський музей. Складалися акти на списання книг. У 1924 році Євангелія в окладах були передані в Держфонд як немузейне майно. У 1950 — 1960-ті роки велике число книг було передано в  Державну публічну бібліотеку ім. М. Є. Салтикова-Щедріна.

### В'язниця
Як місце ув'язнення монастир використовувався до другої половини XIX століття. Вперше тут був насильно пострижений у ченці князь  Патрикеєв в 1499 році. Серед засланих у Кирило-Білозерський монастир зустрічається чимало відомих в російській історії імен: боярин  Василь Косий-Патрикеєв, митрополит  Іоасаф Скріпіцин, князь Іван Петрович Шуйський, касимовский царевич Симеон Бекбулатович, патріарх Нікон. Привілейовані в'язні, такі як відсторонений від посади  патріарх  Никон (роки ув'язнення — 1676–1681), містилися в хороших умовах. А для менш відомих злодіїв застосовувалася земляна в'язниця, з шкідливим для здоров'я кліматом.

## Відродження монастиря

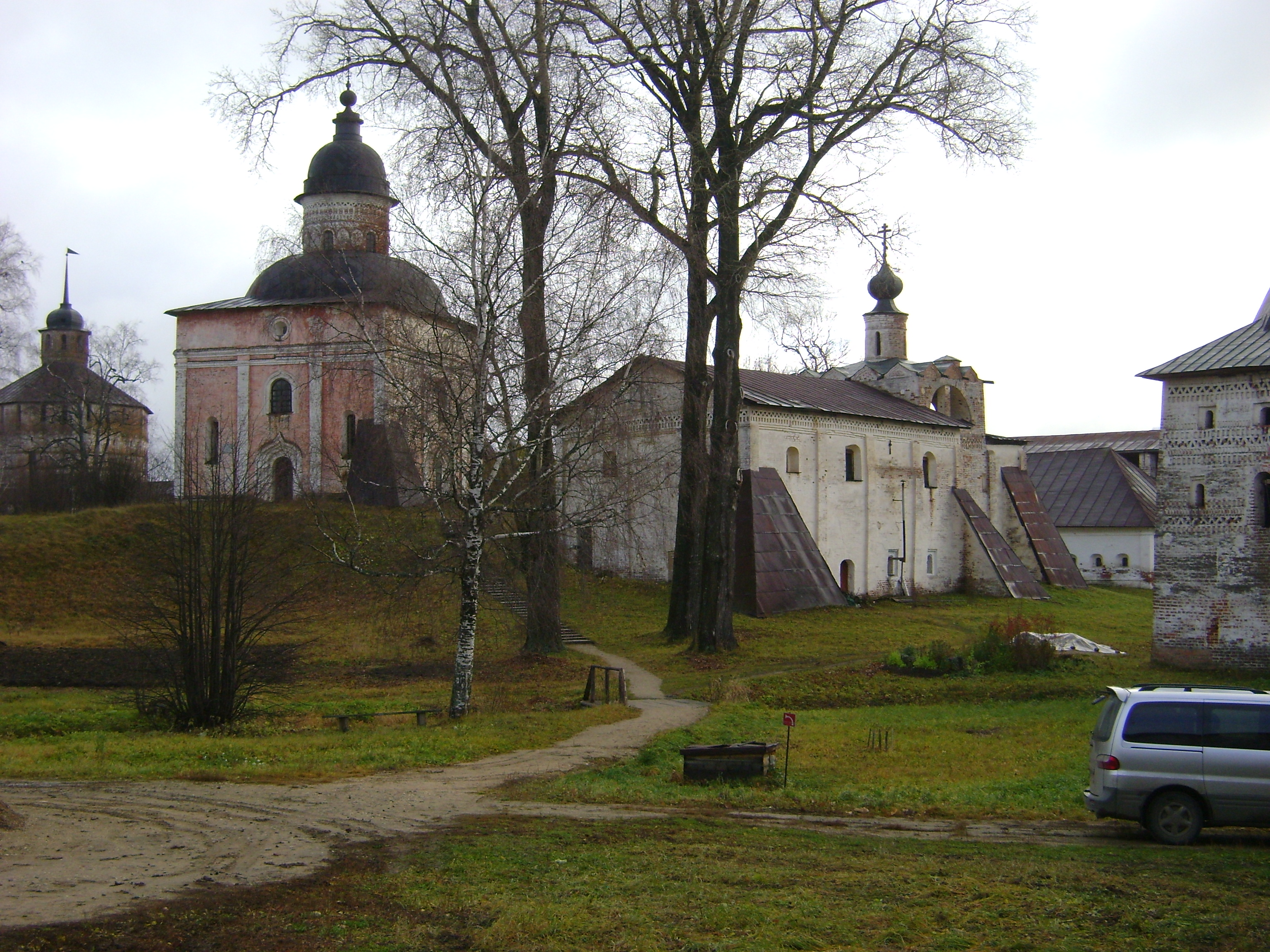
Малий Іванівський монастир

Наприкінці 90-х років XX століття почалося відродження монастиря. Малий Іванівський монастир, частина келій Успенського монастиря і церква Кірілла були передані Вологодському Єпархіальному управлінню.

## Архітектурний ансамбль
Архітектурний ансамбль Кирило-Білозерського монастиря сформувався в основному за два століття з кінця XV до кінця XVII століття. Його площа становить близько 12 гектар. За потужними монастирськими стінами з монументальними вежами розташоване ціле місто, що складається з 12 церков, ряду житлових і господарських будівель. У комплекс Кирило-Білозерського монастиря входять ансамблі Великого Успенського і Іванівського монастирів («Старе місто»), «Нового міста» і територія незбережений фортеці Острог між ними. Головна будівля ансамблю —  Успенський собор (1497 рік). З першої половини XVI століття монастир стає місцем, куди князі їздять на  прощу. Мета цих подорожей — моління про дарування якихось благ і внесок коштів на розширення і будівництво монастиря. Так, на кошти великого князя  Василя III (після дарування їм спадкоємця) були побудовані дві церкви — Архангела Гавриїла (в пам'ять народження спадкоємця  Івана Грозного) і Івана Предтечі (в ім'я святого патрона новонародженого Іоанна) з боковим вівтарем преподобного  Кирила. Незабаром біля церкви Іоанна Предтечі з'явився цілий ряд будівель. На «горе» виникли свої келії, служби і навіть свій цвинтар. Тут же стояли дерев'яні покої царя  Івана Васильовича Грозного, який часто приїжджав в монастир. З часом цей монастир так відокремився від головного, що між ними була зроблена огорожа і весь комплекс його споруд став називатися Гірським, чи Малим Іванівським. На кошти засланців, а також багатих і родовитих ченців у монастирі зводиться ряд споруд, у тому числі церква-усипальниця в ім'я Володимира на могилі В. І. Воротинського. Будівництво цієї церкви викликало бурхливий протест Івана Грозного. У другій половині XVI століття були побудовані чотири кам'яні храми: церква над гробом Кирила, трапезний храм Сергія Радонезького в Іванівському монастирі, церква Іоанна Лествичника з боковим вівтарем Федора Стратилата на Святих воротах і храм Преображення над воротами, який також включав два  бокових вівтаря — Ірини та Миколи.

## Цікаві факти
- У 1971 році на території Кирило-Білозерського монастиря проходили зйомки художнього фільму «Надбання республіки»
- У 2007 році проходили зйомки серіалу  «Апостол»
- У 2007–2008 роках в  Росії проводився конкурс Сім чудес Росії, Кирило-Білозерський монастир став фіналістом (були відібрані 14 фіналістів конкурсу). За підсумками голосування залишився в першій десятці[10][11]